# Târgu Jiu
Târgu Jiu (en allemand : Tergoschwyl ; en hongrois : Zsilvásárhely) est une ville de Roumanie, chef-lieu du județ de Gorj, de la région historique d'Olténie, actuellement région de développement Sud-Ouest-Olténie.
Cette ville abrite quelques-unes des œuvres du sculpteur Constantin Brâncuși, trois de ses plus importantes créations : la Colonne sans fin, La Porte du baiser et La Table du silence.
Comme toute la Roumanie, Târgu Jiu a subi les régimes dictatoriaux carliste, fasciste et communiste de février 1938 à décembre 1989, mais connaît à nouveau la démocratie depuis 1990.
Sur son territoire se trouvait pendant la Seconde Guerre mondiale un camp de travail où des opposants à la dictature fasciste comme le futur dirigeant de la République populaire roumaine, Gheorghe Gheorghiu-Dej, mais aussi des « légionnaires » de la Garde de fer et des opposants démocrates comme Nicolae Carandino, furent détenus jusqu'au renversement d'Antonescu.

## Démographie
Lors du recensement de 2011, 90,68 % de la population se déclarent roumains, 3,21 % comme roms (5,94 % ne déclarent pas d'appartenance ethnique et 0,15 % déclarent appartenir à une autre ethnie).

## Politique
| Parti | Parti                        | Conseillers |
| ----- | ---------------------------- | ----------- |
|       | Parti national libéral (PNL) | 10          |
|       | Parti social-démocrate (PSD) | 7           |
|       | Pro Romania(PRO)             | 2           |
|       | Parti vert (PV)              | 2           |

## Culture
L'ensemble monumental de Brâncuși à Târgu Jiu est classé au patrimoine mondial de l'humanité par l'UNESCO en juillet 2024.